# Labod
Labód (znanstveno ime Cygnus) je rod velikih vodnih ptic iz družine plovcev (Anatidae), ki vključuje tudi gosi, žvižgače in race. Labode se skupaj z gosmi uvršča v poddružino Anserinae.
Labodi so do 1,8 m dolge, močne in dolgovrate ptice. Živijo ob z rastlinjem bogatih sladkih vodah na zmernih in hladnih območjih po vsem svetu razen Afrike. Prehranjujejo se z rastlinsko hrano. Iz vodnih rastlin si zgradijo plavajoče gnezdo. Med gnezdenjem so lahko precej napadalni. So ptice selivke.
Labodi si poiščejo partnerja za vse življenje, čeprav se občasno pojavi tudi »ločitev«, ki je običajno posledica neuspešnega gnezdenja. Število jajc v leglu je med tri in osem.

## Sistematika
Rod Cygnus
- Podrod Cygnus
  - Cygnus olor (labod grbec), je običajna vrsta Evrazije, pogosto je na pol udomačen.
- Podrod Chenopis
  - Cygnus atratus (črni labod), Avstralija in Nova Zelandija.
- Podrod Sthenelides
  - Cygnus melancoryphus (črnovrati labod), Južna Amerika
- Podrod Olor
  - Cygnus cygnus (labod pevec), vali na Islandiji, subarktični Evropi in Aziji, pozimi pa se seli v zmerni pas Evrope in Azije.
  - Cygnus buccinator (labod trobentač) je severnoameriška vrsta in je zelo podobna labodu pevcu Cygnus cygnus. Vrsta je zaradi lova že skoraj izumrla, ampak se uspešno vrača.
  - Cygnus columbianus (mali labod ali pritlikavi labod), je majhen labod, ki vali v tundri Severne Amerike, bolj severno od ostalih vrst labodov. Prezimuje v ZDA.

Labodji fosili
- Cygnus atavus (srednji miocen, Nemčija)
- Cygnus csakvarensis (pozni miocen, Madžarska) - nekoč Cygnanser
- Cygnus mariae (zgodnji pliocen, Wickieup, ZDA)
- Cygnus verae (zgodnji pliocen of Sofia, Bolgarija)
- Cygnus liskunae (srednji pliocen, zahodna Mongolija)
- Cygnus hibbardi (?zgodnji Pleistocene, Idaho, ZDA)
- Cygnus sp. (zgodnji pleistocen, Dursunlu, Turčija)
- Cygnus equitum (srednji pleistocen, Malta in Sicilija, Sredozemlje)
- Cygnus falconeri (srednji pleistocen, Malta in Sicilija, Sredozemlje)
- Cygnus paloregonus (srednji pleistocen, zahodna osrednja ZDA) - vključuje "Anser" condoni in C. matthewi
- Cygnus sp. (pleistocen, Avstralija)
- Cygnus lacustris (pozni pleistocen, območje jezera Eyre, Avstralija) - nekoč Archaeocygnus

V poljudni rabi označujemo za laboda še eno vrsto, Coscoroba coscoroba iz Južne Amerike, ki pa je v mnogih pogledih vmesni člen med labodi in gosmi ali racami kozarkami, zato ne velja za »pravega« laboda.

## Galerija
- Labod grbec (Cygnus olor) pri Vrhniki
- Labod grbec z več mladiči na Gradiškem jezeru
- Trobentač (Cygnus buccinator)
- Jata malih labodov blizu Alma, ZDA (Cygnus columbianus)
- Črni labodi (Cygnus atratus)